# 鹿児島県立徳之島農業高等学校
鹿児島県立徳之島農業高等学校（かごしまけんりつ とくのしまのうぎょうこうとうがっこう）は、鹿児島県大島郡伊仙町に所在した公立の農業高等学校。地域の統合校である鹿児島県立徳之島高等学校への移行に伴い2008年（平成20年）3月31日に閉校した。

## 設置学科
- 園芸工学科
- 生活情報科

## 所在地
- 〒891-8201 鹿児島県大島郡伊仙町伊仙2638

## 沿革
- 1946年 伊仙町立農芸学校として創設
- 1949年 伊仙町立農業高等学校と改称
- 1954年 鹿児島県徳之島高等学校と合併
- 1964年 鹿児島県立徳之島高等学校伊仙分校と改称
- 1967年 鹿児島県立徳之島農業高等学校として独立
- 2006年 新入生徒の募集停止
- 2008年3月31日 閉校。
- 平成25年現在
- 一部は鹿児島県立徳之島高等学校の実習施設を残し伊仙町へ譲渡され伊仙町教育委員会部局として使用
- 4階建て旧校舎は伊仙町歴史民俗資料館として使用

## 主な出来事
- 1978年に行われた日教組の教育研究全国集会生活指導分科会にて、3年生の5割以上が喫煙している実態が報告されている[1]。